# Little Fish
Little Fish es una película de 2005 dirigida por Rowan Woods y escrita por Jacquelin Perske. Fue filmada en y alrededor de Sídney, en Cabramatta y en Fairfield. 

## Sinopsis
Situada en el pequeño distrito fuera de Sídney, una mujer (Blanchett) trata de escapar de su pasado envuelto en un asunto de drogas.

## Elenco
- Cate Blanchett ... Tracy Louise Heart
- Hugo Weaving ... Lionel Dawson
- Sam Neill ... Brad "The Jockey" Thompson
- Dustin Nguyen ... Jonny Nguyen
- Noni Hazlehurst ... Janelle Margaret Heart
- Martin Henderson ... Ray Robert Heart
- Joel Tobeck ... Steven Moss
- Lisa McCune ... Laura
- Susie Porter ... Jenny Moss
- Nina Liu ... Mai
- Linda Cropper ... Denise Thompson
- Daniela Farinacci ... Donna
- Ferdinand Hoang ... Khiem
- Anh Do ... Tran
- Jason Chong ... Mingh
- Alex Cook ... Joven Tracy Louise Heart

## Banda sonora
1. "Flame Trees" - Sarah Blasko
2. "Little Fish Theme"
3. "A Place in the Sun" - Hoodoo Gurus
4. "Pool Love"
5. "Con Mua Ha" - Mylinh Dinh
6. "Half Speed Love"
7. "Something's Gotten Hold of My Heart" - Bic Runga
8. "I Can't Score For You"
9. "Flame Trees" - The Sacred Heart School, Cabramatta
10. "Little Fish Theme" (Redux)
11. "Ban Toi" - The Enterprise Band featuring Hoang Son
12. "Lionel Requiem"
13. "End Credits"

## Recepción
Recaudó $3,829,869 en Australia.